# Villarimboud

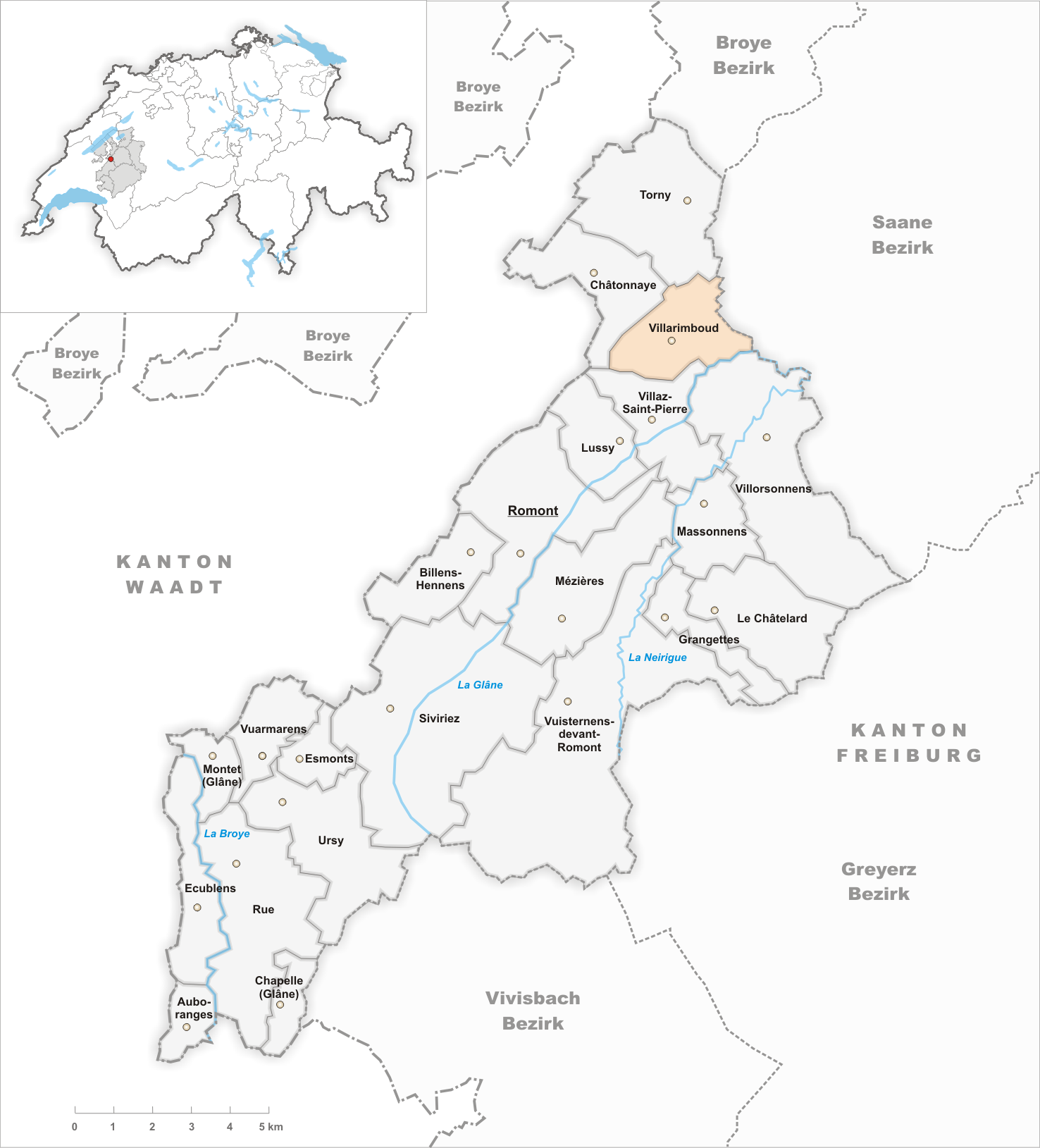
Gemeindestand vor der Fusion am 1. Januar 2005

Villarimboud (Freiburger Patois Velârinbouⓘ) ist eine Ortschaft und früher selbständige politische Gemeinde im Distrikt Glâne des Kantons Freiburg in der Schweiz.

## Geographie

Luftbild (1964)

Villarimboud liegt auf 756 m ü. M., sechs Kilometer nordöstlich des Bezirkshauptortes Romont (Luftlinie). Das Dorf erstreckt sich auf dem breiten Höhenrücken nördlich der Talniederung der oberen Glâne, auf dem Molasseplateau des Freiburger Mittellandes. Die ehemalige Gemeindefläche betrug rund 5,4 km². Das Gebiet erstreckte sich von der Glâne nordwärts über die Talniederung auf die Höhen von Villarimboud und Le Châtelet und nördlich davon in das Einzugsgebiet der Arbogne. In einer Seitenmulde des Glânetals befindet sich das Moorgebiet Tourbière. Am Waldrand oberhalb von Villarimboud wird mit 810 m ü. M. der höchste Punkt des Dorfes erreicht.

## Bevölkerung
Mit 498 Einwohnern (2004) zählte Villarimboud vor der Fusion zu den kleinen Gemeinden des Kantons Freiburg. Vor allem seit 1980 (314 Einwohner) verzeichnete das Dorf eine deutliche Bevölkerungszunahme. Zu Villarimboud gehören der Weiler Macconnens (710 m ü. M.) – eine ehemals selbständige Gemeinde unterhalb des Dorfes Villarimboud – sowie mehrere Hofsiedlungen und Einzelhöfe.
Einwohnerzahlen: Volkszählungsdaten

## Wirtschaft
Villarimboud war bis in die zweite Hälfte des 20. Jahrhunderts ein vorwiegend durch die Landwirtschaft geprägtes Dorf. Noch heute haben die Milchwirtschaft, die Viehzucht und der Ackerbau einen wichtigen Stellenwert in der Erwerbsstruktur der Bevölkerung. Einige weitere Arbeitsplätze sind im lokalen Kleingewerbe und im Dienstleistungssektor vorhanden, darunter in einem Betrieb des Transportgewerbes. In den letzten Jahrzehnten hat sich das Dorf dank seiner attraktiven Lage auch zu einer Wohngemeinde entwickelt. Viele Erwerbstätige sind deshalb Wegpendler, die hauptsächlich in den Regionen Romont und Freiburg arbeiten.

## Verkehr
Das Dorf liegt abseits der grösseren Durchgangsstrassen, ist aber von der Hauptstrasse von Freiburg nach Romont leicht zu erreichen. Die Eisenbahnlinie von Lausanne via Romont nach Freiburg führt zwar nahe am Dorf vorbei, besitzt aber bei Villarimboud keine Haltestelle. Durch einen Postautokurs, der vom Bahnhof in Villaz-Saint-Pierre nach Villarimboud verkehrt, ist das Dorf an das Netz des öffentlichen Verkehrs angebunden.

## Geschichte
Die erste urkundliche Erwähnung des Ortes erfolgte 1142 unter dem Namen Villarrimolth. Später erschienen die Bezeichnungen Villarrembout (1145), Vilar Rembolt und Vilar Reinbold (im 12. Jahrhundert), Vilarrobot (1228), Villaraymboz (1453), Villarrembloz (1490) und Villarimbo (1668). Der Ortsname entstand aus dem Personennamen Rimbald verbunden mit dem spätlateinischen Wort villare (Weiler, Gehöft).
Seit dem Mittelalter stand Villarimboud unter der Oberhoheit des Hauses Savoyen. Als die Berner 1536 das Waadtland eroberten, kam das Dorf unter die Herrschaft von Freiburg und wurde der Vogtei Romont zugeteilt. Nach dem Zusammenbruch des Ancien Régime (1798) gehörte Villarimboud während der Helvetik und der darauf folgenden Zeit zum Bezirk Romont und wurde 1848 in den Bezirk Glâne eingegliedert.
Eine erste Gebietsveränderung erlebte Villarimboud am 1. Januar 1973, als der vorher eine selbständige Gemeinde bildende Weiler Macconnens eingemeindet wurde. Im Rahmen der seit 2000 vom Kanton Freiburg geförderten Gemeindefusionen war ursprünglich eine Fusion der drei Dörfer Lussy, Villarimboud und Villaz-Saint-Pierre vorgesehen. Da sich die Bewohner von Villaz-Saint-Pierre jedoch gegen eine Fusion wehrten, wurden am 1. Januar 2005 nur die vorher selbständigen Gemeinden Villarimboud und Lussy (FR) zur neuen Gemeinde La Folliaz zusammengeschlossen. Am 1. Januar 2020 fusionierte dann La Folliaz zusammen mit Villaz-Saint-Pierre zur neuen Gemeinde Villaz.

## Sehenswürdigkeiten
Die katholische Kirche St. Theodul (Saint-Théodule) wurde in den Jahren 1841 bis 1844 im Stil des Klassizismus erbaut. Seit 2005 gehört sie zur Pfarrei St. Peter und Paul (Saints-Pierre-et-Paul) in Villaz-Saint-Pierre im Bistum Lausanne, Genf und Freiburg.